# Oorlog van de Camisards

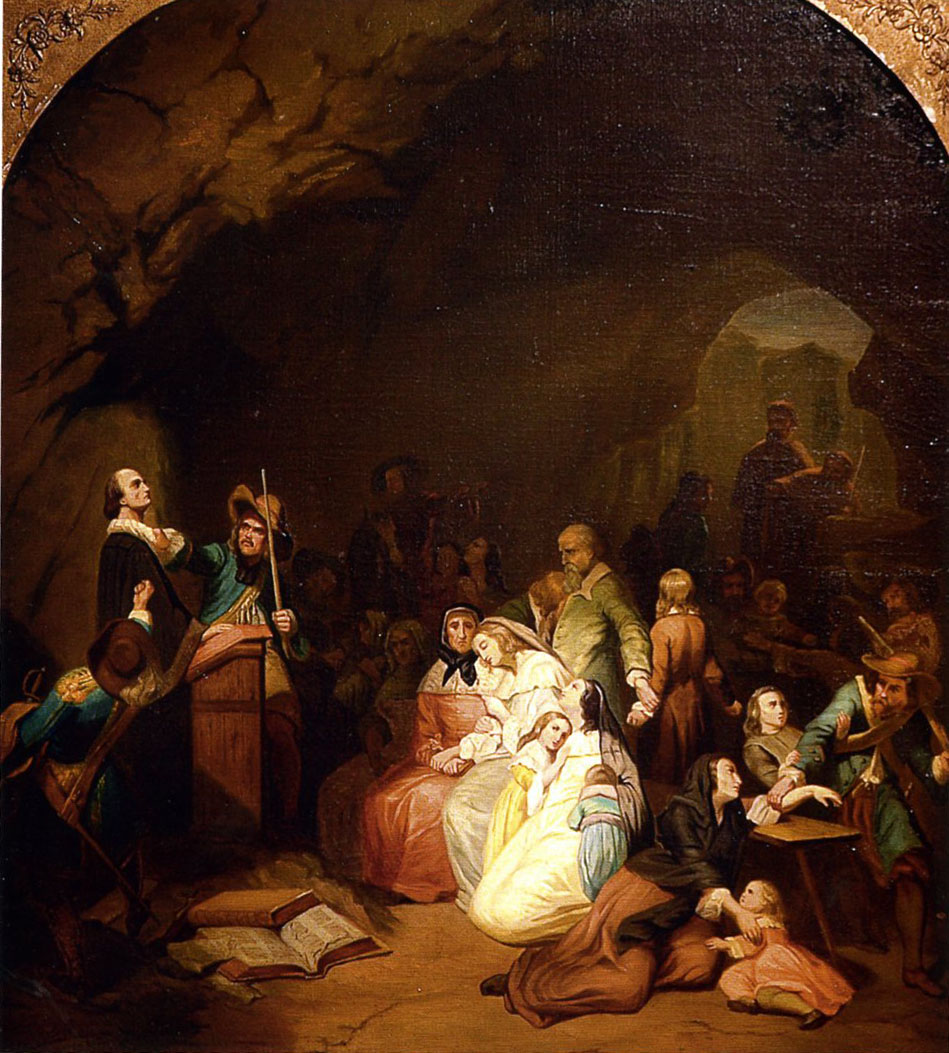
Katholieke soldaten verrassen hugenoten tijdens een bijeenkomst

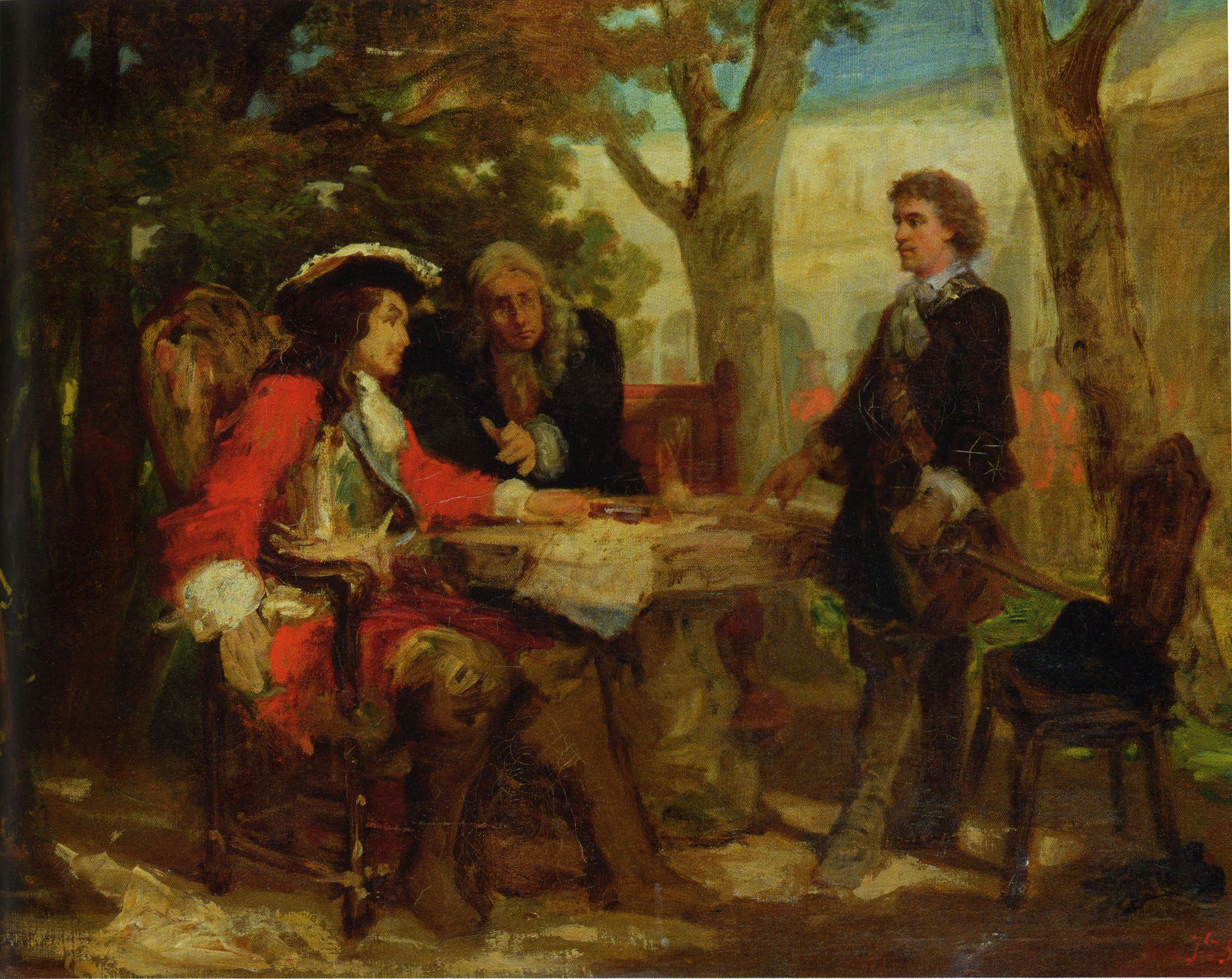
Onderhoud tussen Jean Cavalier en Claude Louis Hector de Villars (19e eeuw)

De Oorlog van de Camisards (Guerre des Camisards), ook Oorlog van de Cevennen (Guerre des Cévennes) was een protestantse opstand in het zuiden van Frankrijk tussen 1702 en 1705. Na de intrekking van het Edict van Nantes in 1685 was de streek van de Cevennen grotendeels protestants gebleven. De opstand ontstond als reactie op katholieke repressie. Door steun van de plaatselijke bevolking konden de 2000 tot 2500 opstandelingen een succesvolle guerrillaoorlog voeren en het koninklijke leger van ongeveer 20.000 man enkele jaren weerstaan. De opstand eindigde met de dood of de overgave van de leiders van de opstand.

## Achtergrond
Door het Edict van Nantes (1598) hadden de hugenoten in Frankrijk rechten gekregen op uitoefening van hun calvinistische geloof. Het protestantisme stond vooral sterk in het zuiden van Frankrijk, in een maanvorm van Poitou in het westen, over Guyenne, Gascogne, Languedoc, Vivarais tot Lyon in het oosten. Vanaf 1661 werden onder koning Lodewijk XIV deze rechten stilaan afgenomen. Er volgden gewelddadige dragonnades waarbij hugenoten werden vervolgd. Gevolg was dat velen vanaf 1680 zich bekeerden tot het katholicisme of emigreerden. In 1685 werd met het Edict van Fontainebleau het Edict van Nantes volledig herroepen. In dat jaar begonnen de dragonnades in de Cevennen onder leiding van de nieuwe intendant van de Languedoc, Nicolas de Lamoignon de Basville.
In Cevennen hadden vele hugenoten zich formeel bekeerd, maar ze bleven clandestien hun geloof belijden. Zij kregen de bijnaam Camisards.

## Opstand
De opstand brak uit op 24 juli 1702 in Pont-de-Montvert. Daar werd de katholieke aartspriester en vervolger van de protestanten François de Langlade du Chayla vermoord. Vervolgens namen (vooral jonge) boeren en handwerklieden de wapens op, gehoor gevend aan een profetie. Zij begonnen een guerrillaoorlog om wraak te nemen op hun vervolgers en om vrijheid van godsdienst te bekomen. De opstand had een sterk religieus karakter. De Camisards baden samen en zongen hymnen en onder hen waren er profeten actief. 
De opstand vond plaats in de Cevennen en in de vlakte van de Languedoc. Er waren ook mislukte pogingen om de opstand uit te breiden naar het westen, rond Lacaune in 1703, en naar Vivarais in het oosten in 1704.
Er werd een koninklijk leger op de been gebracht van 20.000 man dat gedurende twee jaar oorlog voerde tegen 2000 tot 2500 opstandelingen. De leiding over dit leger was achtereenvolgens in handen van Victor-Maurice de Broglie, Nicolas Auguste de La Baume en Claude Louis Hector de Villars. Door hun kennis van het terrein en door de steun van de plaatselijke bevolking wisten de Camisards enkele overwinningen te behalen. De repressie was zwaar. De inwoners op het platteland werden samengebracht in steden en dorpen waar een garnizoen gelegerd was en hun achtergelaten huizen werden door het leger in de as gelegd. Zo werden ongeveer 600 dorpen en gehuchten vernield in de laatste maanden van 1703. Op andere plaatsen, zoals in Saint-Jean-du-Gard, werden de inwoners verplicht achterpoorten dicht te metsen en een hoge muur rond het dorp te bouwen. Er volgden heen en weer slachtpartijen: in Fraissinet-de-Fourques, Saint-Sériès en Saturargues op katholieken en aan de Moulin-de l'Agau (Nîmes) en Martignargues op hugenoten.

## Einde
In 1704 gaf een van de leiders van de opstand, Jean Cavalier, zich over aan maarschalk de Villars. Hij werd verbannen uit Frankrijk. Ook de andere leiders gaven zich over of werden gedood en tegen 1705 was de opstand uitgedoofd. Gedurende enkele jaren, tot 1710, vonden er nog pogingen plaats om de opstand nieuw leven in te blazen, maar zonder succes. De dood van de Camisards Abraham Mazel en Pierre Claris in 1710 wordt gezien als het laatste wapenfeit van de opstand. Mazel werd gedood bij Uzès en Claris werd daar gevangen genomen en later in Montpellier geëxecuteerd.
Er wordt geschat dat de opstand in totaal aan 30.000 mensen het leven kostte.

## Reacties
De opstand leidde tot gemengde reacties bij vooraanstaande hugenoten die hun toevlucht hadden gezocht in het buitenland. Pierre Jurieu verdedigde de opstand waarbij hij zich beriep op het natuurrecht en het recht op zelfverdediging. Jacques Basnage betreurde de opstand en verwees naar zijn Lettres pastorales sur le renouvellement de la persécution (1698) waarin hij had opgeroepen tot geduld en volharding.